# Réz Pál
Réz Pál (Arad, 1930. július 25. – Budapest, 2016. május 11.) Széchenyi-díjas magyar irodalomtörténész, műfordító, szerkesztő, műkritikus, a 19–20. századi irodalom kiemelkedő egyéniségeivel foglalkozott, a kortárs magyar irodalom kiváló ismerője és szakértője volt.

## Életpályája
Raffy Ádám (1898–1961) orvos, író fia. Réz Ádám műfordító öccse. 1944-ben a nagyváradi gettóból átszökött Romániába, romániai internáló táborba került, leginkább ott tanult meg románul. A budapesti egyetemen magyar-francia szakon tanult, francia nyelv és irodalomból Gyergyai Albert a professzora. Eötvös-kollégista volt, de 1948-ban kicsapták, vele együtt Domokos Mátyást, Hankiss Elemért, Lator Lászlót, Németh G. Bélát. Réz Pál munkát keresett, a Szépirodalmi Könyvkiadóba került szerkesztőnek, s munka mellett esti tagozaton fejezte be egyetemi tanulmányait 1954-ben. A Szépirodalmi Könyvkiadó szerkesztője 1951-től, a Holmi folyóirat főszerkesztője 1989-től.
Kosztolányi Dezső összes műveit sajtó alá rendezte, 1969-1975-ig jelent meg a mintegy 22 kötet folyamatosan. Életműve hihetetlenül gazdag szerkesztésekben, tanulmányokban, műfordításokban, neve több mint 300 életműhöz kapcsolódik az OSZK katalógusában. Déry Tibor, Ottlik Géza, Örkény István, Vas István, Tersánszky Józsi Jenő műveit rendezte sajtó alá, írt hozzájuk jegyzeteket, utószót vagy éppen a lényegre koncentráló, rövid kivonatot, fülszöveget.
1953. január 20-án vette feleségül Pallos Klárát (1929–1984), aki előzőleg Kormos István felesége volt. Gyermekeik: Pallos Klára első házasságából Kormos Anna; Pallos Klára és Réz Pál házasságából Réz Júlia és Réz Mihály.
2015 szeptemberében jelent meg a Magvető Könyvkiadó újraélesztett Tények és tanúk sorozatának első kötete, Réz Pál memoárja, a Bokáig pezsgőben, amelyet Parti Nagy Lajossal közösen írt.
Halálhírét a Magvető Könyvkiadó 2016. május 11-én a Facebookon jelentette be. Szűk családi körben temették el a Farkasréti temetőben.

### Irodalomtörténeti munkái

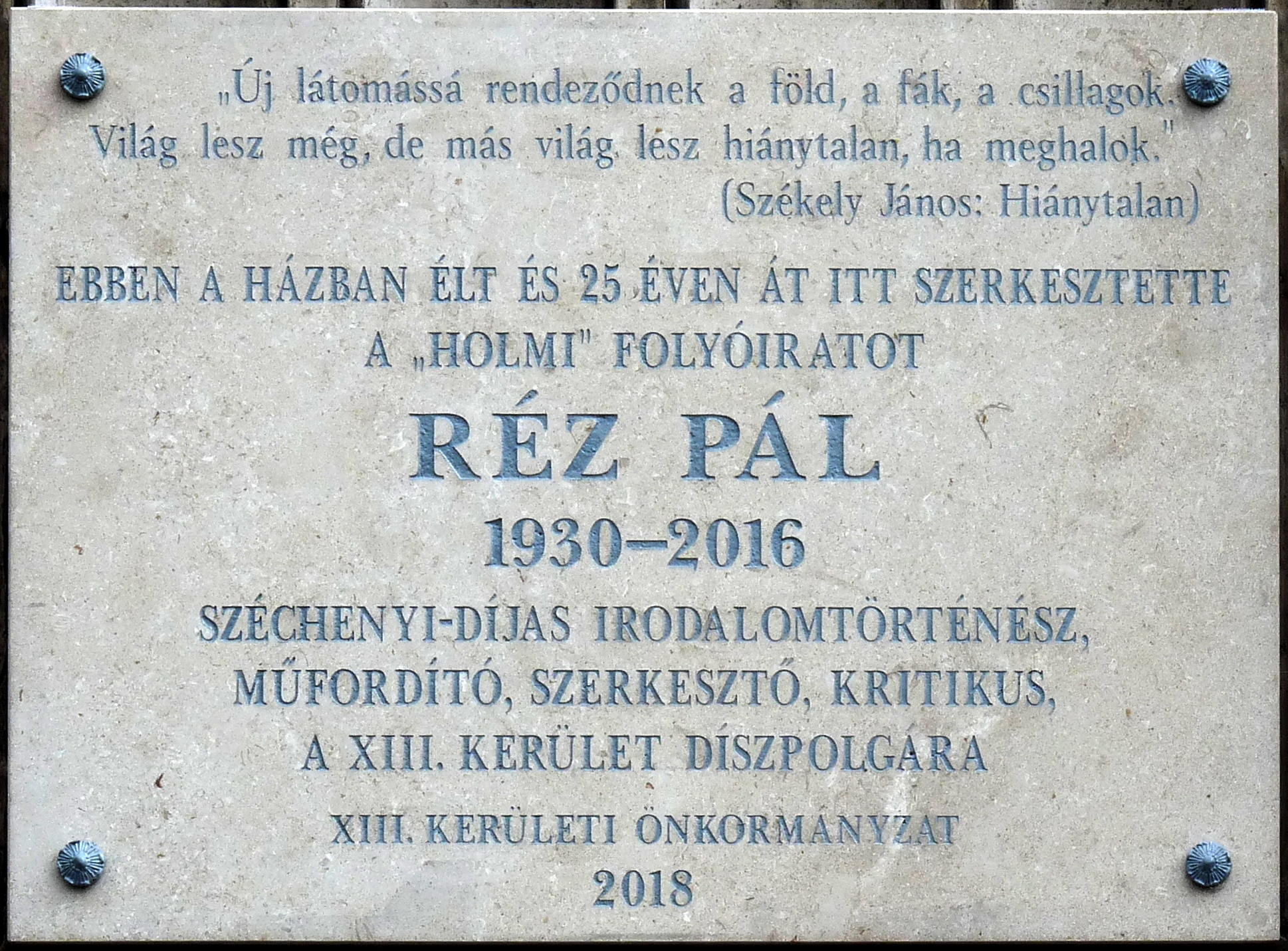
Réz Pál emléktáblája egykori lakhelyén, ahol 25 éven át szerkesztette a Holmi folyóiratot.
(Budapest XIII. ker. Jászai Mari tér 4/a.)

## Főbb művei